# 拉杜·斯特罗埃
拉杜·斯特罗埃（Radu Stroe，1949年2025-06-12—），罗马尼亚政治人物，国家自由党成员。2000年至2004年，作为马拉穆列什县代表，担任罗马尼亚众议院议员。2004年至2008年，作为马拉穆列什县代表担任罗马尼亚参议院议员。2010年，以布加勒斯特代表身份再次担任罗马尼亚众议院议员。2012年，担任罗马尼亚内政部长。2014年1月23日，因一起坠机事件处置适当宣布辞职。